# Svalehalekolibri
Svalehalekolibri (latin: Eupetomena macroura) er en kolibriart, der lever i Brasilien og Bolivia.